# Saint-Malon-sur-Mel
Saint-Malon-sur-Mel település Franciaországban, Ille-et-Vilaine megyében. Lakosainak száma 613 fő (2022. január 1.). Saint-Malon-sur-Mel Bléruais, Iffendic, Muel, Paimpont és Saint-Gonlay községekkel határos.

## Népesség
A település népessége az elmúlt években az alábbi módon változott:
| Lakosok száma | 554  | 449  | 447  | 527  | 608  | 591  | 576  | 578  | 589  | 613  |
|               | 1968 | 1982 | 1990 | 2006 | 2013 | 2015 | 2017 | 2019 | 2020 | 2022 |